# 이끼 (노래)
《이끼》는 머드 더 스튜던트의 노래이자 Show Me The Money 10의 본선 곡이다.
이끼는 11월 24일 멜론, 지니, FLO에서 모두 30등대를 기록했다.